# S.S.D. Vivi Altotevere Sansepolcro
Società Sportiva Dilettantistica Vivi Altotevere Sansepolcro là một câu lạc bộ bóng đá Ý đến từ Sansepolcro, Tuscany.

## Lịch sử
Đội được thành lập vào năm 1921 và được thành lập lại vào năm 1978 và 2014. 

Logo cũ Sansepolcro Calcio

Unione Sportiva Sansepolcro, được thành lập vào năm 1921, đã thất bại vào năm 1982 sau hai mùa giải liên tiếp được chơi ở Serie C2. Di sản của đội bóng cũ được thu thập bởi Gruppo Sportivo Borgo, người sinh năm 1978 là một người của học viện thuần túy. Năm 1983, đội được tham gia giải vô địch Terza Cargetoria, đội đã giành chiến thắng trong mùa giải 1984-1985, thăng hạng lên giải đấu hạng hai. Vào năm 1985-1986, GS Borgo đã được thăng hạng lên Prima Cargetoria. Vào năm 1987-1988, nhờ vào vị trí thứ 2 trong Prima Cargetoria, đã được thăng chức lên Promozione.
Đội đã đạt được thăng hạng lên Eccellenza vào năm 1991-1992, trong khi vào năm 1993-1994 đã được thăng hạng lên Giải vô địch nghiệp dư quốc gia hoặc Serie D. Kể từ đó, đội chơi liên tục ở Serie D.
Vào ngày 4 tháng 7 năm 2000, đội được đổi tên thành Altotevere Calcio, một phần của dự án thành lập một đội bóng duy nhất có trụ sở tại Sansepolcro, Citta di Castell và với thành tích của các hạng mục chuyên nghiệp. Vì nhiều lý do, chỉ sau hai mùa, Altotevere Calcio trở lại với tên cũ Sansepolcro Calcio.
Vào ngày 20 tháng 6 năm 2009, Sansepolcro đã thắng Scudetto Junior bằng cách đánh bại trong trận chung kết trên chấm phạt đền trước Savona.
Trong mùa giải Serie D 2010-11, Sansepolcro đã giành quyền tham gia vào vòng play-off để thăng hạng ở Lega Pro Seconda Divisione, nhưng cuối cùng đã bị loại.
Trong mùa giải 2016-17, đội chơi ở Serie D Group G.

## Màu sắc và huy hiệu
Màu sắc của đội là trắng và đen.